# Бергельсон, Давид Рафаилович
Дави́д Рафаи́лович Бергельсо́н (Дувид Рефулович Бергельсон, ивр. דוד בערגעלסאָן‎, 12 августа 1884 года, Охримово, Липовецкий уезд, Киевская губерния — 12 августа 1952 года, Москва) — еврейский писатель, драматург.

## Биография
Родился в местечке Охримово Липовецкого уезда Киевской губернии (ныне Сарны Монастырищенского района Черкасской области Украины), в многодетной зажиточной еврейской семье. Родители — уманский мещанин Рефул Мордкович (Морткович) Бергельсон (1828 — после 1886) и Рейзя Бергельсон (1833—?), отец был занят в лесоторговле. В 1909—1912 годах входил в «Киевскую группу еврейских литераторов».
В 1921 году Бергельсон уехал в Берлин, жил и работал там, а также в Литве, Румынии, Франции, сотрудничая с еврейскими издателями, до 1929 года, после чего вновь вернулся в СССР. Считался крупнейшим прозаиком-соцреалистом, пишущим на идише.
Член президиума Еврейского антифашистского комитета. Жил в «Доме писателей» в Лаврушинском переулке.
Давид Бергельсон был арестован в 1949 году и расстрелян в 1952 году по делу Еврейского антифашистского комитета. В 1955 году был посмертно реабилитирован.

## Семья
- Жена — Циля Львовна (Ципа Лейвиевна) Бергельсон (в девичестве Куценогая, 1896—1968), уроженка Гайсина, дочь гайсинского мещанина Лейви Айзиковича Куценогого (1866—1909, Одесса)[9]. Брак был заключён в Одессе 21 июня 1917 года[4].
  - Сын — биохимик Лев Давидович Бергельсон (1918—2014), член-корреспондент РАН.
- Племянница (дочь сестры) — детская поэтесса Двойра Шулимовна (Вера Соломоновна) Хорол (1894—1982), автор книг для детей на идише и русском языке, жена литературоведа и историка Абрама Давидовича Юдицкого (1886—1943), мать доктора технических наук Семёна Абрамовича Юдицкого (род. 1932).
- Внучатая племянница — Шелли Соломоновна Барим (род. 1931), поэтесса, переводчица, главный библиограф Государственной библиотеки им. Ленина (1964—1988), жена поэта и журналиста Михаила Искрина (Михаил Григорьевич Каценеленбоген, 1920—2000).

## Произведения
- Повесть «Вокруг вокзала» (1909)
- Роман «После всего» (1913)
- Роман «Отход» (1920)
- «Мера строгости» (1926-27)
- Сборник рассказов «Бурные дни» (1927)
- Роман «На Днепре» (1932—1940)
- Пьеса «Принц Реубейни» (1946)
- Повесть «Александр Бараш» (1946, не окончена)
- Сборник «Новые рассказы» (1947)

## Переводы на русский язык
- В грозовые дни: [Сб. рассказов] / Пер. М. Бикермана; Под ред. Н. М. Осиповича; [Предисл. А. Сухова; Обл. С. Гольдмана]. — [Одесса]: Культура и труд, 1929. — 158, [2] с. — (Б-ка евр. писателей. Избр. соч. Серия I. Т. V).
- Бурные дни: Рассказы / Пер. с евр. М. Брук и С. Сапожниковой; [Вступ. ст. И. Нусинова; Обл. С. Сенькина]. — М.—Л.: Гос. изд-во, 1930. — 220, [2] с.
- Рассказы. — М.: Жур.-газ. объед, 1936. — 47 с. — (Б-ка «Огонёк». № 42 (957)).
- У Днепра: [Роман] / Авториз. пер. с евр. Б. Х. Черняка; [Худ. С. Юдовин]. — М.: Худ. лит., 1935. — 425 с.: 6 вкл. ил.
- У Днепра: [Роман] / Авториз. пер. с евр. Б. Х. Черняка. — Л.: Гослитиздат, 1936. — 497, [2] с.
- У Днепра: [Роман] / Авториз. пер. с евр. Б. Х. Черняка. — Киев: Укргоснацмениздат, 1939. — 488 с.
- У бронепоезда / Авториз. пер. с евр. М. С. Живова. — М.: Правда, 1940. — 40 с. — (Б-ка «Огонёк». № 59).
- Миреле: [Роман] / Авториз. пер. с евр. Е. Благининой; Предисл. О. Резника; [Илл. М. Аксельрод]. — М.: Гослитиздат, 1941. — 260 с.: 7 вкл. л. илл.
- Избранные произведения / [Вступ. ст. И. Добрушина]. — М.: Дер Эмес, 1947. — 399 с.
- Избранные произведения / [Вступ. ст. И. Добрушина]. — М.: Дер Эмес, 1948. — 398 с.
- Избранное / Пер. с евр. — М.: Сов. писатель, 1957. — 432 с.: 1 л. портр.
- На Днепре: Роман. В 2 т. / [Послесл. Э. Казакевича]. — М.: Гослитиздат, 1960. — (Б-ка советской прозы).
  - Т. 1. Пер. Б. Х. Черняка. — 423 с.: 1 л. портр.
  - Т. 2. Пер. М. М. Бамдаса и Ц. Л. Бергельсон. — 471 с.
- На Днепре: Роман, рассказы / Пер. с евр.; [Худ. Добрицын]. — М.: Сов. писатель, 1983. — 544 с.: ил., 1 л. портр.
- Отступление / Пер. с идиша И. Некрасова. — М.: Текст, 2011. — 190 с. — (Проза еврейской жизни).
- Когда всё кончилось / Пер. с идиша С. Дубновой-Эрлих. — М.: Книжники, 2012. — 301 с.